# Communications of the ACM
Communications of the ACM (CACM) – sztandarowy miesięcznik Association for Computing Machinery (ACM), wydawany od 1958 i rozsyłany do wszystkich członków ACM.